# Rubus hongnoensis
Rubus hongnoensis är en rosväxtart som beskrevs av Takenoshin Nakai. Rubus hongnoensis ingår i släktet rubusar, och familjen rosväxter. Inga underarter finns listade i Catalogue of Life.